# 海口海象篮球俱乐部
海口海象篮球俱乐部，前身「郑州大运」是王兴江於2013年將山西中宇轉賣後回到河南鄭州兩年後成立的，2016年1月洛阳伊川投资人完成收購郑州大运，並更名為「洛阳金星」，2019年2月落戶海南海口為「海南金星海象」，但因為手續問題同年全国男子篮球联赛以「洛阳金星海象」為名參加，2020年2月球隊正式從「洛阳金星海象」更名為「海南金星海象」，2022年底海口海象退出2022年全国男子篮球联赛。